# لورنوا
لورنوا (به فرانسوی: Levernois) یک کمون در فرانسه با جمعیت ۲۶۹ نفر است که در Canton of Beaune-Sud واقع شده‌است.